# Вокос, Николаос
Николаос Вокос (греч.  Νικόλαος Βώκος  Идра, 1854 — Афины, 1902) — греческий художник второй половины 19-го века, представитель академической Мюнхенской школы греческой живописи.

## Биография
Николаос Вокос родился на острове Идра, бывшем в период Греческой революции одним из оплотов греческого флота. С морем была связана и его семья. Отец Эммануил Миаулис был капитаном королевского греческого военно-морского флота, а дед, адмирал Андреас Миаулис, в годы Освободительной войны 1821—1929 годов, командовал как флотом Идры, так и объединённым революционным флотом Греции.
Николаос Вокос первоначально поступил в Военное училище эвэлпидов, но вскоре оставил его и поступил в Афинскую школу изящных искусств учиться живописи.
Художник учился в «Школе» в период 1874—1878.
В 1885 году Вокос принял участие в конкурсе и по его результатам получил стипендию для продолжения учёбы в Мюнхенской академии.
В Мюнхене его учителями были Николаос Гизис, Ludwig Löfftz и Мюллер, Андреас. Вокос открыл Мюнхене мастерскую, в которой в дальнейшем учились многие греческие художники. Художник прожил в Мюнхене 16 лет, пока не заболел.
Заболев, Вокос вернулся в Афины в 1902 году и умер через несколько месяцев, 7 августа, в афинском пригороде Палео Фалиро.

## Работы
Ещё со студенческих лет в Греции, Вокос принял участие в выставке «Олимпия» 1875 года, выставив «Портрет Д.Вулгариса», а на выставке «Олимпия» 1888 года он был награждён бронзовой медалью. В 1890 году Вокос получил серебряную медаль на выставке эскизов общества «Парнас».
Работая в Мюнхене, художник представил свои работы на выставках в Kunstverein (1889, 1901) и в мюнхенском Стеклянном дворце (1898). В 1900 году Вокос принял участие в Всемирной выставке Парижа, выставив один из своих натюрмортов.
Тематика работ Вокоса была обширной: бытовые сцены, пейзажи, портреты, росписи в церквях (Святая Ирина Афин, кафедральная церковь Идры). Но более всего Вокос известен своими реалистическими натюрмортами с дарами морями, где он «следует традиции голландских художников». Среди награждённых работ художника самые известные Торговец рыбой (была награждена в Чикаго) и Столовая, (эта работа украшала дворец принца-регента Луитпольда Баварского.

## Галерея

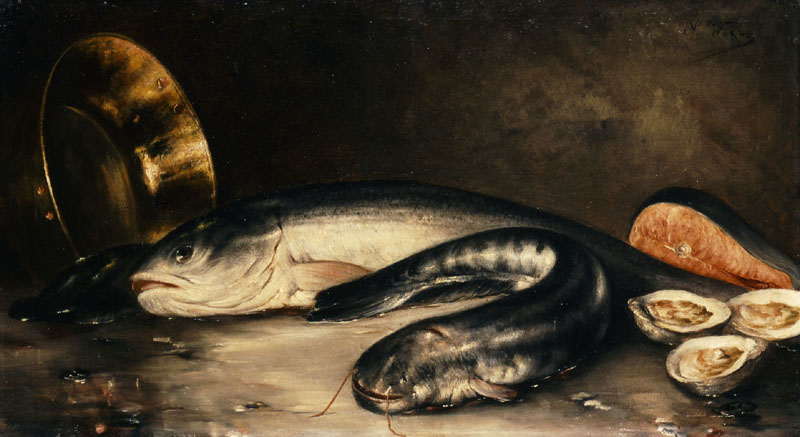
Натюрморт с рыбой Национальная художественная галерея (Афины).
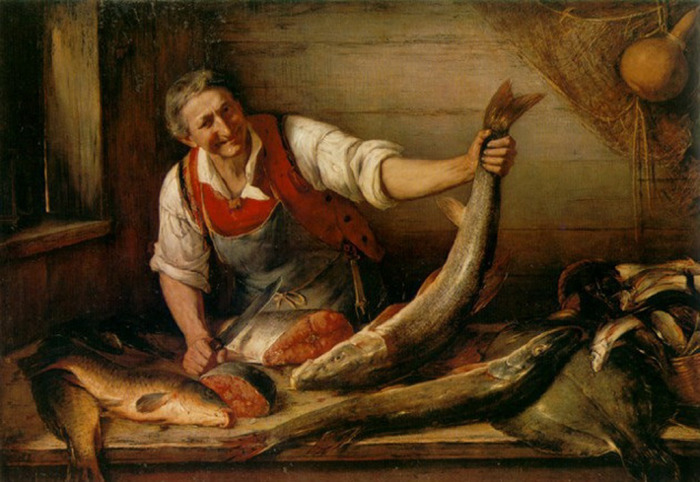
Торговец рыбой.
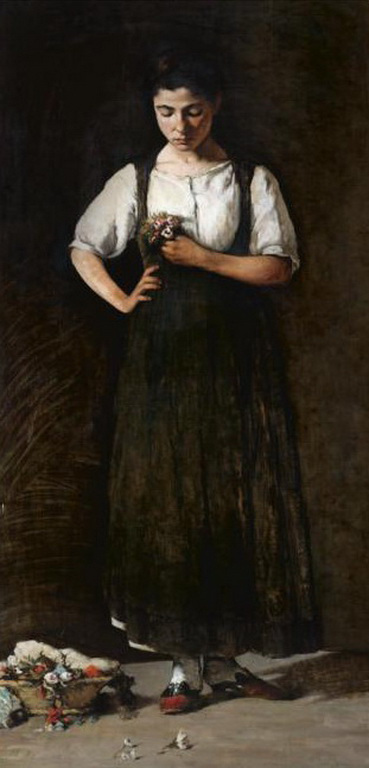
Девушка с букетом.
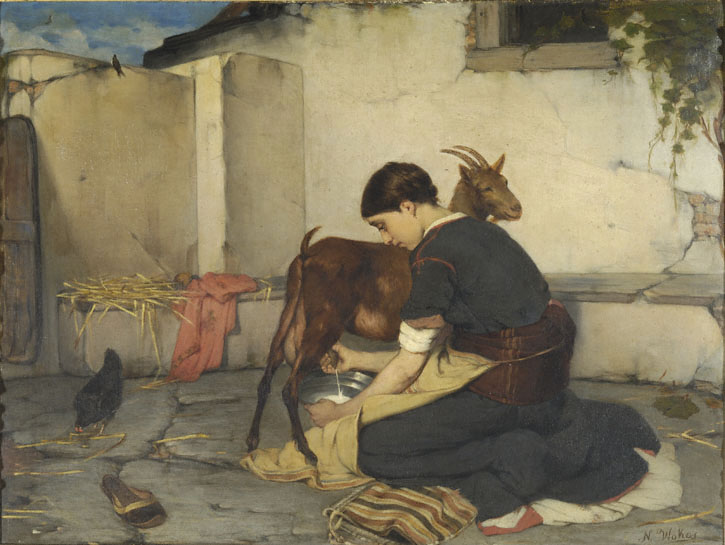
Доение козы Национальная художественная галерея (Афины).